# Aspidarachna glabra
Aspidarachna glabra är en kräftdjursart som först beskrevs av Yakov Avadievich Birstein 1971.  Aspidarachna glabra ingår i släktet Aspidarachna och familjen Munnopsidae. Inga underarter finns listade i Catalogue of Life.